# Burg Saldenburg
Die Saldenburg, später auch als Schloss Saldenburg bezeichnet, ist eine der Burgen des Dreiburgenlandes und wird wegen des charakteristischen Aussehens des Hauptwohngebäudes im Volksmund „Waldlaterne“ genannt. Die Burg gab der Ortschaft Saldenburg im niederbayerischen Landkreis Freyung-Grafenau den Namen und war Herrschaftssitz der geschlossenen Hofmark Saldenburg. Die Gipfelburg ist weithin über Höhen und Täler sichtbar. Die Anlage wird als Bodendenkmal unter der Aktennummer D-2-7246-0020 im Bayernatlas als „untertägige Befunde des Mittelalters und der frühen Neuzeit im Bereich der zu großen Teilen abgegangenen Burg Saldenburg“ geführt. Ebenso ist sie unter der Aktennummer D-2-72-142-1 als denkmalgeschütztes Baudenkmal von Saldenburg verzeichnet.

## Geschichte
Burg Saldenburg, deren Namen mit Glücksburg übersetzt wird, wurde ab 1368 von Ritter Heinrich Tuschl von Söldenau im Auftrag der Grafen von Hals erbaut. Vermutlich sollte die Burg der Sicherung einer Handelsstraße nach Böhmen sowie als Grenzbefestigung zum Hochstift Passau dienen.
1388 verkaufte Schweiker III. Tuschl die Burg an die bayerischen Herzöge, die sie 1389 für 30.200 Gulden an Ulrich den Egger verkauften. 1446 erbte nach Ableben seines Schwiegervaters Peter von Egg Graf Heinrich von Ortenburg die Burg. 1468 kam sie über Elisabeth von Törring, die zweite Ehefrau und Witwe Heinrichs, in den Besitz des Hans Gewolf von Degenberg. Da er Mitglied im Böcklerbund war, belagerte Herzog Ludwig IX. der Reiche die Burg und erzwang eine Übergabe im Jahr 1468. Dabei wurde die Burg allerdings nur wenig beschädigt. Von 1479 bis 1587 hielten sie die Grafen von Ortenburg erneut. Die älteste Ansicht Saldenburgs findet sich in den Landtafeln Apians von 1566.
Nach weiteren Besitzerwechseln erhielten sie als Allod die Grafen von Preysing-Moos. Unter ihnen wurde die etwas heruntergekommene Burg 1682 von Enrico Zuccalli barockisiert, weshalb man auch von „Schloss Saldenburg“ spricht. 1742 wurde es von den Panduren in Brand gesteckt.
Der letzte Preysing auf Saldenburg, Graf Kaspar II., vermachte das Schlossgut 1826 seinem Firmpaten, dem Oberleutnant und Kammerjunker Kaspar Freiherr von Berchem. 1848 ging die Saldenburg in den Besitz des Bayerischen Staates über. Seit 1928 befindet sich die Burg im Besitz des Deutschen Jugendherbergswerks Landesverband Bayern e. V., der seit dieser Zeit im gesamten Gebäude eine Jugendherberge betreibt.

## Heutige Nutzung
Die Saldenburg ist ausschließlich für Gäste der Jugendherberge zugänglich; Führungen finden nur während der alljährlichen Burgweihnacht am Wochenende vor dem 1. Advent statt. Heute ist die Burg als landschaftsprägendes Baudenkmal D-2-72-142-1 „Ehemaliges Schloss, jetzt Jugendherberge, viergeschossiger kubusartiger Walmdachbau, Bruchstein, im Kern 1368, wiederhergestellt 1682 von Enrico Zuccalli; im Inneren Schlosskapelle, um 1680; mit Ausstattung; Reste des Bergfrieds, Bruchsteinmauerwerk über quadratischem Grundriss, mittelalterlich; Ringmauerreste, Bruchstein, mittelalterlich“ sowie als Bodendenkmal D-2-7246-0020 „Archäologische Befunde und Funde des Mittelalters und der frühen Neuzeit im Bereich der zu großen Teilen abgegangenen Burg Saldenburg“ vom Bayerischen Landesamt für Denkmalpflege erfasst.

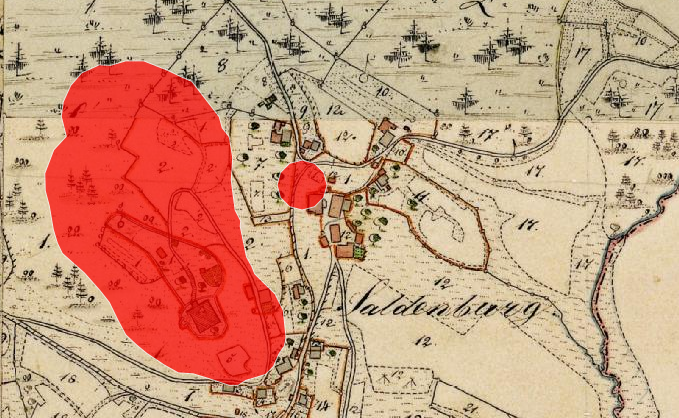
Lageplan der Burg Saldenburg auf dem Urkataster von Bayern

## Beschreibung
Die Saldenburg ist ein fünfstöckiger Wohnturm mit einem zeltförmigen Dach. Die Bauform als rechteckiger Wohnturm („Donjon“) ist ein architektonischer Import in Folge der Pilgerfahrt Heinrich Tuschls ins Heilige Land, wo Kreuzfahrerburgen häufig als Donjon errichtet wurden. Im Burghof, der von Resten der Ringmauer umgeben ist, steht ein Zugbrunnen. Über einen Burggraben führt eine Holzbrücke zum Gebäude. Im Erdgeschoss sind die Wirtschaftsräume mit der Küche. Im ersten Obergeschoss dient der sogenannte Rittersaal heute als Speisesaal. Das Deckengemälde eines italienischen Künstlers zeigt den Triumphzug eines römischen Feldherrn oder Kaisers. Im zweiten Obergeschoss hat der „gotische Saal“ ein Rippengewölbe. Die barocke Schlosskapelle wurde 1680 errichtet. Sie ist den Heiligen drei Königen geweiht. Das Deckengemälde zeigt Christi Beschneidung, das Altarblatt die Anbetung der Heiligen Drei Könige.